# 尾﨑龍夫
尾﨑 龍夫（おざき たつお、1940年 - ）は、日本の機械工学者。九州大学名誉教授。元有明工業高等専門学校校長。元久留米工業大学学長。

## 人物・経歴
1978年学位論文で九州大学より論文博士として工学博士の学位を取得。九州大学工学部教授を経て、1998年から九州大学工学部学部長を務め、大学院重点化や国立大学法人化への対応にあたった。同年日本工学教育協会副会長。2000年日本塑性加工学会副会長。2002年有明工業高等専門学校校長。2009年久留米工業大学学長。
2015年春、瑞宝中綬章を受章した。